# Вер (Меза)
Вер (фр. Vair) је река у Француској. Дуга је 67 km. Улива се у Мезу. 